# Lars Seldén
Lars Seldén, född 1943, är en svensk docent och bibliotekarie. Seldén är docent i biblioteks- och informationsvetenskap och arbetade vid Bibliotekshögskolan i Borås 1974-2012, därefter sedan 2012 vid Linnéuniversitetet. 1986-1989 innehade han tjänsten som prefekt för institutionen. Han disputerade 1999 på en avhandling om forskares informationssökning. Innan han började på bibliotekshögskolan hade han en bakgrund som förste amanuens på historiska institutionen på Göteborgs universitet och som anställd på universitetsbiblioteket vid samma universitet. 